# Edgar Schmued
Edgar Schmued (Schmüd), diseñador de aviones germano-estadounidense (1899-1985) se hizo famoso por su diseño del extraordinario caza North American  P-51 Mustang y, más tarde, por el del North American F-86 Sabre, mientras trabajaba para North American Aviation.

## Reseña biográfica
Edgar Schmued nació en Hornbach, Alemania, el 30 de diciembre de 1899. A la edad de 8 años observó su primer avión en vuelo y en ese momento decidió que ese sería el trabajo de su vida. En 1925 emigró a Brasil, donde trabajó en  General Aviation, la rama aeronáutica de General Motors Corporation. En 1931, fue recomendado para emigrar a Estados Unidos por su excelente trabajo para General Motors en Brasil. Fue directamente a trabajar para el Fokker Aircraft Corporation of America, que era una compañía de aviación propiedad de General Motors y con sede en Nueva Jersey. Allí comenzó su carrera como ingeniero de diseño de aeronaves.